# Contrahierbas
Contrahierbas també anomenat Yanarraju (possiblement del quítxua yana negre, rahu neu, gel, muntanya amb neu) o Ruricocha (possiblement del quítxua ruri dins, quítxua d'Ancash ruri interior; dins; profund; vall o petit riu; qucha llac), és una muntanya de la Cordillera Blanca als Andes del Perú, que s'eleva fins als 5.954 msnm. Té una prominència de 1.064 metres. Es troba situtat a la regió d'Ancash. Es troba dins el Parc Nacional del Huascarán, al nord-est de Hualcán.